# Disseny industrial
El disseny industrial és la branca del disseny orientada a la conceptualització d'idees encaminades resolució de les relacions formals i funcionals dels objectes amb els seus possibles usuaris. Activitat vinculada a la indústria i a la fabricació en cada de productes. Entre les principals especialitzacions destaquen el disseny de mobiliari, el disseny d'automoció, el disseny naval, o el disseny d'envasos o packaging, totes elles activitats relacionades amb sectors concrets de la indústria.

## Definició
"El disseny industrial és una activitat intel·lectual, tècnica, creativa i projectual que estableix, sempre amb anterioritat i mitjançant una metodologia que permet solucions objectives, totes les propietats necessàries per a la més adequada fabricació seriada de qualsevol tipus d'objecte i/o artefacte.
El disseny industrial no solament s'encarrega dels aspectes tècnics-tecnològics que han de permetre sempre la més optimitzada fabricació dels objectes sinó que ha de mostrar, a través d'ells, el nivell de progrés assolit mitjançant la innovació constant i incorporar totes les propietats necessàries perquè aquests puguin resultar productes. És a dir, d'ocupar-se també de les necessitats del mercat i de tots els condicionants i aspectes funcionals i comunicatius-culturals dels objectes.
Aquesta generalitat fa possible que el disseny industrial pugui establir-se també per a l'anàlisi i el plantejament de propostes i solucions no necessàriament materials, com per exemple el disseny de serveis, la recerca, el pensament o uns altres.
El disseny industrial sempre s'estableix com a mediador entre les necessitats dels usuaris i les necessitats de les indústries i/o empreses, buscant un obligat equilibri del benefici i les solucions entre totes les parts. Entre aquests equilibris sempre ha de prevaler el respecte humà i mediambiental".